# Кім Девіс (хокеїст)
Кім Девіс (англ. Kim Davis, нар. 31 жовтня 1957, Флін-Флон) — канадський хокеїст, що грав на позиції центрального нападника.

## Ігрова кар'єра
Хокейну кар'єру розпочав 1974 року в ЗКХЛ.
1977 року був обраний на драфті НХЛ під 48-м загальним номером командою «Піттсбург Пінгвінс».
Протягом професійної клубної ігрової кар'єри, що тривала 9 років, захищав кольори команд «Піттсбург Пінгвінс», «Торонто Мейпл-Ліфс», «Сюрак'юз Файрбьодс», «Бінгемтон Вейлерс», «Спрінгфілд Індіанс» та «Нью-Брансвік Гоукс».
Загалом провів 36 матчів у НХЛ, включаючи 4 гри плей-оф Кубка Стенлі.

## Статистика
| Сезон        | Клуб                 | Ліга         | Регулярний сезон | Регулярний сезон | Регулярний сезон | Регулярний сезон | Регулярний сезон | Плей-оф | Плей-оф | Плей-оф | Плей-оф | Плей-оф |
| Сезон        | Клуб                 | Ліга         | І                | Г                | П                | О                | ШХ               | І       | Г       | П       | О       | ШХ      |
| ------------ | -------------------- | ------------ | ---------------- | ---------------- | ---------------- | ---------------- | ---------------- | ------- | ------- | ------- | ------- | ------- |
| 1974–75      | «Флін-Флон Бомберс»  | ЗКХЛ         | 64               | 8                | 7                | 15               | 169              | —       | —       | —       | —       | —       |
| 1975–76      | «Флін-Флон Бомберс»  | ЗКХЛ         | 71               | 32               | 45               | 77               | 163              | —       | —       | —       | —       | —       |
| 1976–77      | «Флін-Флон Бомберс»  | ЗКХЛ         | 69               | 56               | 55               | 111              | 250              | —       | —       | —       | —       | —       |
| 1977–78      | «Піттсбург Пінгвінс» | НХЛ          | 1                | 0                | 0                | 0                | 0                | —       | —       | —       | —       | —       |
| 1977–78      | Дейтон Оулс          | ІХЛ          | 63               | 28               | 43               | 71               | 191              | —       | —       | —       | —       | —       |
| 1978–79      | «Піттсбург Пінгвінс» | НХЛ          | 1                | 1                | 0                | 1                | 0                | —       | —       | —       | —       | —       |
| 1978–79      | «Гранд Рапід Оулс»   | ІХЛ          | 80               | 44               | 59               | 103              | 235              | 22      | 12      | 15      | 27      | 77      |
| 1979–80      | «Піттсбург Пінгвінс» | НХЛ          | 24               | 3                | 7                | 10               | 43               | 4       | 0       | 0       | 0       | 0       |
| 1979–80      | «Сюрак'юз Файрбьодс» | АХЛ          | 45               | 13               | 13               | 26               | 62               | —       | —       | —       | —       | —       |
| 1980–81      | «Бінгемтон Вейлерс»  | АХЛ          | 8                | 1                | 1                | 2                | 26               | —       | —       | —       | —       | —       |
| 1980–81      | «Спрінгфілд Індіанс» | АХЛ          | 26               | 5                | 4                | 9                | 56               | —       | —       | —       | —       | —       |
| 1980–81      | «Нью-Брансвік Гоукс» | АХЛ          | 32               | 8                | 13               | 21               | 65               | 2       | 0       | 0       | 0       | 21      |
| 1980–81      | «Піттсбург Пінгвінс» | НХЛ          | 8                | 1                | 0                | 1                | 4                | —       | —       | —       | —       | —       |
| 1980–81      | «Торонто Мейпл-Ліфс» | НХЛ          | 2                | 0                | 0                | 0                | 4                | —       | —       | —       | —       | —       |
| 1981–82      | «Нью-Брансвік Гоукс» | АХЛ          | 79               | 11               | 24               | 35               | 47               | 14      | 1       | 2       | 3       | 8       |
| Усього в НХЛ | Усього в НХЛ         | Усього в НХЛ | 36               | 5                | 7                | 12               | 51               | 4       | 0       | 0       | 0       | 0       |